# Michał Jan Pac
Michał Jan Pac herbu Gozdawa (ur. w 1730, zm. w 1787 w Lingolsheim pod Strasburgiem) – generał lejtnant wojsk litewskich, generał major wojsk litewskich w 1764 roku, marszałek generalny litewski konfederacji barskiej, marszałek powiatu nowogródzkiego w konfederacji barskiej w 1768 roku szambelan Augusta III Sasa, starosta ziołowski w 1754 roku.

## Życiorys
Do 1746 roku uczył się w pijarskim Collegium Nobilium w Warszawie. Poseł żmudzki na sejm 1760 roku. Poseł inflancki na sejm 1761 roku. 
Był przeciwnikiem stronnictwa Czartoryskich. Sprzeciwiał się elekcji Stanisława Augusta Poniatowskiego na tron Polski dokonanej przy asyście wojsk rosyjskich. Członek Komisji Wojskowej Wielkiego Księstwa Litewskiego w 1764 roku. Należał do konfederacji radomskiej. W załączniku do depeszy z 2 października 1767 roku do prezydenta Kolegium Spraw Zagranicznych Imperium Rosyjskiego Nikity Panina, poseł rosyjski Nikołaj Repnin określił go jako posła właściwego dla realizacji rosyjskich planów na sejmie 1767 roku. Poseł powiatu wileńskiego na sejm 1767 roku. Wszedł w skład delegacji, wyłonionej pod naciskiem posła rosyjskiego Nikołaja Repnina, powołanej w celu narzucenia ustroju Rzeczypospolitej.
W roku 1768 przystąpił do konfederacji barskiej i został marszałkiem generalnym. Na stanowisku tym kierował polityką i dyplomacją konfederacji i dał się pociągnąć do ogłoszenia uniwersału o bezkrólewiu i wzywał do zgładzenia króla. Po upadku konfederacji wyjechał do Francji, gdzie się 1776 naturalizował, do końca życia pozostał wrogiem Stanisława Augusta i jego polityki.
W r. 1780 stał się właścicielem wsi Marainville-sur-Madon, a jego intendent Adam Weydlich zaprzyjaźnił się z François Chopinem, ojcem Mikołaja Chopina. Po śmierci Paca rodzina Weydlichów wraz z Mikołajem wróciła do Polski.